# Klara Koščak
Klara Koščak (* 7. Dezember 2004) ist eine kroatische Leichtathletin, die im Siebenkampf und im Hürdenlauf an den Start geht.

## Sportliche Laufbahn
Erste internationale Erfahrungen sammelte Klara Koščak im Jahr 2020, als sie bei den U20-Balkan-Hallenmeisterschaften in Istanbul in 8,59 s die Goldmedaille im 60-Meter-Hürdenlauf gewann und in 3:51,27 min auch mit der kroatischen 4-mal-400-Meter-Staffel siegte. Im Jahr darauf verteidigte sie bei den U20-Balkan-Hallenmeisterschaften in Sofia in 8,25 s ihren Titel über 60 m Hürden und gewann im Weitsprung mit 6,05 m die Bronzemedaille und siegte in 3:51,69 min in der 4-mal-400-Meter-Staffel. Anschließend belegte sie bei den Balkan-Hallenmeisterschaften in Istanbul in 8,29 s den fünften Platz im Hürdensprint und gelangte mit der Staffel mit 3:48,25 min auf Rang fünf. Kurz darauf startete sie im Hürdenlauf bei den Halleneuropameisterschaften in Toruń und schied dort mit 8,27 s in der ersten Runde aus. Im Juni siegte sie in 13,48 s im 100-Meter-Hürdenlauf bei den U20-Balkan-Meisterschaften in Istanbul und belegte im Weitsprung mit 5,98 m den vierten Platz. Zudem siegte sie in 46,49 s mit der 4-mal-100-Meter-Staffel. Im August klassierte sie sich dann bei den U20-Weltmeisterschaften in Nairobi mit 5434 Punkten auf dem fünften Platz im Siebenkampf. 2022 belegte sie bei den Balkan-Meisterschaften in Craiova in 58,21 s den vierten Platz im 400-Meter-Hürdenlauf und gewann mit der 4-mal-400-Meter-Staffel in 3:39,86 min die Silbermedaille hinter dem griechischen Team. Anschließend siegte sie in 60,32 s über die Hürden bei den U20-Balkan-Meisterschaften in Denizli und gewann dort in 3:42,58 min auch die Goldmedaille mit der Staffel. Im August schied sie bei den U20-Weltmeisterschaften in Cali mit 58,40 s im Halbfinale über 400 m Hürden aus. Im Jahr darauf belegte sie bei den U23-Mittelmeer-Hallenmeisterschaften in Valencia in 8,68 s den achten Platz über 60 m Hürden. Im Juli belegte sie bei den Balkan-Meisterschaften in Kraljevo in 13,31 s den fünften Platz im B-Lauf über 100 m Hürden und im August gelangte sie bei den U20-Europameisterschaften in Jerusalem in 13,51 s auf Rang sechs und kam mit der 4-mal-100-Meter-Staffel im Vorlauf nicht ins Ziel.
2021 wurde Koščak kroatische Meisterin im Siebenkampf sowie in der 4-mal-100-Meter-Staffel. 2023 wurde sie Landesmeisterin im 100-Meter-Hürdenlauf.

## Persönliche Bestleistungen
- 100 m Hürden: 13,22 s (+0,4 m/s), 8. Juli 2023 in Karlovac (kroatischer U20-Rekord)
  - 60 m Hürden (Halle): 8,25 s, 13. Februar 2021 in Sofia (kroatischer U20-Rekord)
- 400 m Hürden: 58,21 s, 18. Juni 2022 in Craiova
- Weitsprung: 6,30 m (−0,8 m/s), 30. Mai 2022 in Zagreb (kroatischer U20-Rekord)
  - Weitsprung (Halle): 6,05 m, 13. Februar 2021 in Sofia
- Siebenkampf: 5615 Punkte, 2. Mai 2021 in Varaždin (kroatischer Rekord)
  - Fünfkampf (Halle): 3633 Punkte, 25. Februar 2023 in Zagreb